# Sistema geodetico di riferimento

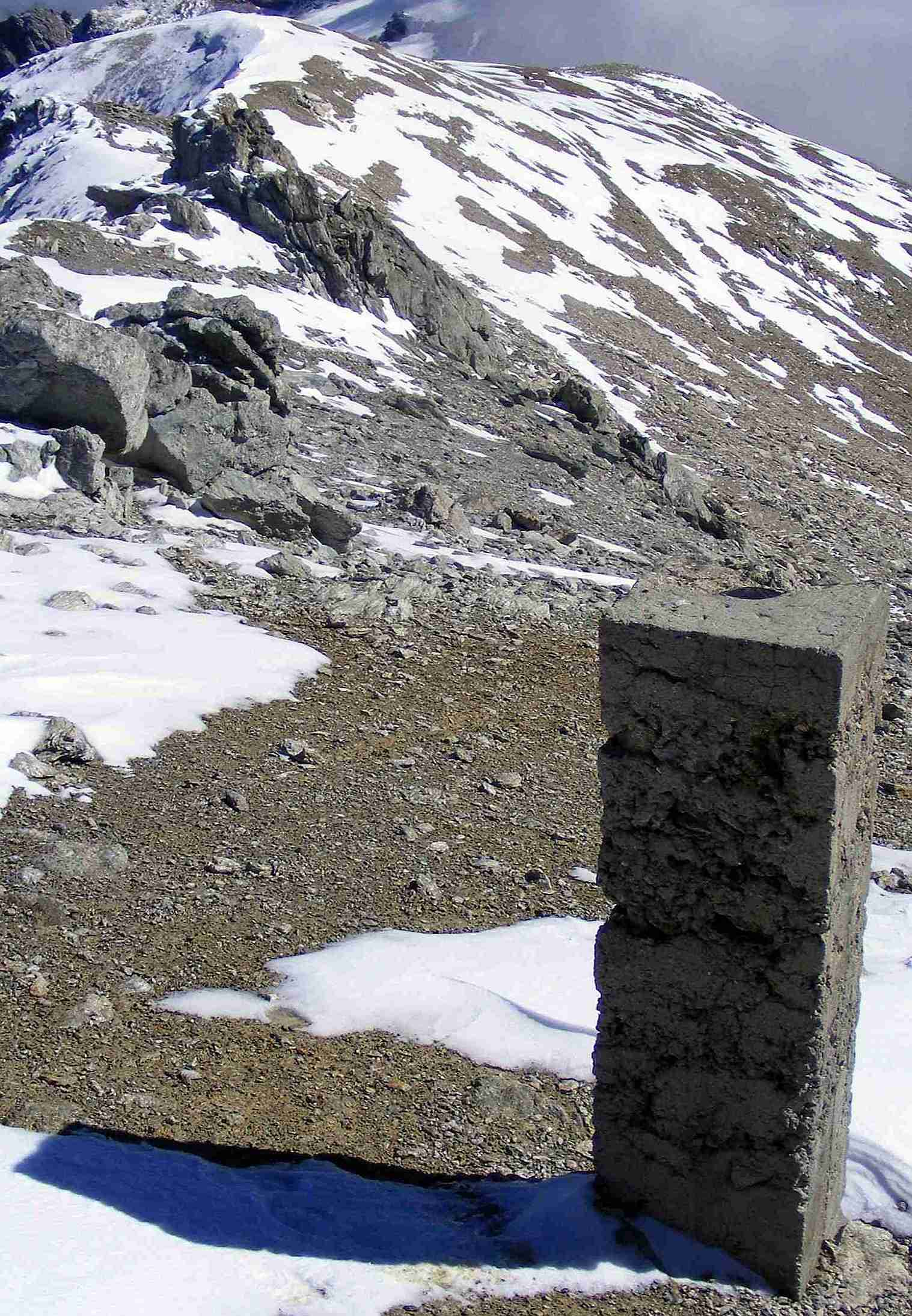
Il pilastrino che evidenzia il punto geodetico Monte Sommeiller (cod. 054052) sulla cima della vetta omonima

Il sistema geodetico di riferimento  è un insieme di regole e misure atte a descrivere numericamente lo spazio, che si realizza fissando una legge che associa ai punti dello spazio i numeri reali che ne caratterizzano la posizione. Nello specifico caso, il sistema di riferimento geodetico descrive matematicamente la superficie terrestre. 

## Esempi
Esempi di sistemi o datum geodetici:
- CH1903
- ED50
- GE02
- Roma 40
- WGS84